# 심인종
심인종(1984년 4월 18일 ~)은 대한민국의 성우이다. 2013년 KBS 38기로 입사했으며 한국방송 성우극회 소속.

## 주요 출연작품

### 외화
- 리썰 웨폰(KBS) - 부기(마이클 탐슨,4화) / 루벤(쉐인 코페이,13화)
- 2016.10.10 ~ 2016.10.12 텔레노벨라 특선 <시간과 바람> - 안토니오

### 다큐
- 2014.04.13 KBS 국제공동제작 아시안 피치 <아시아 그 숨겨진 이야기 - 자궁을 빌려 드립니다>
- 2014.05.19 KBS 국제공동제작 아시안 피치 <아시아 그 숨겨진 이야기 - 밀밭의 선원들>
- 2015.03.04 KBS KBS 한국방송 88년 공사창립 42주년 기념 <건축가 김석철의 꿈, 한반도 통일 디자인> 제 2부 두만강 다국적 도시

### 라디오 드라마
라디오 여행기 (KBS 3라디오)
- 2015.02.18~2015.03.20 - 곽재구 作 <곽재구의 예술기행> - 낭독

소설극장 (KBS 3라디오)
- 2013.04.07~2013.05.03 이주호, 황조윤 作 <광해, 왕이 된 남자> - 무영, 호조판서, 별감 役
- 2013.05.04~2013.07.07 김진명 作 <몽유도원> - 남자, 촌장, 직원, 가토, 최화영, 담당자, 형사 과장, 미국 대통령, 감식요원 役
- 2013.07.08~2013.08.02 F.스콧 피츠제럴드 作 <위대한 개츠비> - 시벳, 남자 2, 매키 役
- 2013.08.03~2013.10.02 이정명 作 <천국의 소년> - 강씨 아저씨 役
- 2013.10.03~2014.01.20 조정래 作 <정글만리> - 하경만 役
- 2014.01.21~2014.04.08 신봉승 作 <왕을 만든 여자> - 황보인, 신숙주 役
- 2014.04.09~2014.05.19 강풀, 임형욱 作 <그대를 사랑합니다> - 장군봉 役
- 2014.09.13~2014.11.10 정유정 作 <28> - 서재형 役

라디오 극장 (KBS 한민족 방송)
- 2013.02.01~2013.02.28 이명랑 作 <천사의 세레나데> - 장군 役
- 2013.04.01~2013.04.30 양귀자 作 <모순>
- 2013.05.01~2013.05.31 성석제 作 <위풍당당>
- 2013.06.01~2013.06.30 이도우 作 <사서함 110호의 우편물>
- 2013.07.01~2013.07.31 박선희 作 <도미노 구라피식 이층집> - 꽁지머리 役
- 2013.08.01~2013.07.31 주호민 作 <신과 함께 - 저승편> - 조폭조직원, 태산부군, 보초, 한승우, 판관, 오도전륜 대왕, 부하, 헌병 役
- 2013.09.01~2013.09.30 윤천수 作 <마지막 콜사인> - 직원, 행인, 동료, 총독, 형사, 아키코 애인, 남 연사, 헌병, 시민, 청진방송 과장 役
- 2014.01.01~2014.01.31 최제훈 作 <나비잠>
- 2014.02.01~2014.02.28 정유정 作 <내 인생의 스프링캠프>
- 2014.03.01~2014.04.30 천명관 作 <고래> - 인부 役
- 2014.06.01~2014.06.30 김대현 作 <홍도>
- 2014.07.01~2014.07.31 이석원 作 <실내인간> - 관리인 役
- 2014.08.01~2014.08.31 최재도 作 <백 마흔번째 날의 아침>
- 2014.09.01~2014.09.30 류영국 作 <만월까지>
- 2014.10.01~2014.10.31 윤고은 作 <밤의 여행자들>
- 2014.11.01~2014.11.30 전명 作 <파라한>
- 2014.12.01~2014.12.31 손아람 作 <소수의견>
- 2015.03.01~2015.03.31 박지리 作 <양춘단 대학 탐방기>

라디오 독서실 (KBS 2라디오)
- 2013.02.24 이평재 作 당신이 모르는 이야기 - 안경 쓴 남자 役
- 2013.03.17 최진영 作 어디쯤 - 운전기사 役
- 2013.05.05 김종옥 作 거리의 마술사 - 남학생 役
- 2013.05.19 김경욱 作 인생은 아름다워 - 남자애 役
- 2013.07.21 서미애 作 남편을 죽이는 서른가지 방법 - 이웃 남자 役
- 2013.08.25 곽재동 作 안락사
- 2013.09.01 김동인 作 붉은 산/ 무지개 - 노인 役
- 2013.09.22 이태준 作 달밤 - 선생 役
- 2013.10.13 계용묵 作 백치 아다다 - 하인 役
- 2013.10.27 이상 作 지팡이 역사 - 남자 役
- 2013.11.17 손홍규 作 배우가 된 노인 - 중개사 役
- 2013.12.01 이승우 作 나는 아주 오래 살 것이다 - 노조원 役
- 2014.01.12 김승옥 作 서울,1964년 겨울 - 아들 役
- 2014.01.19 김승옥 作 서울의 달빛 0장 - 형님 役
- 2014.01.26 손보미 作 산책 - 그 役
- 2014.02.09 이서수 作 구제, 빈티지 혹은 구원 - K 役
- 2014.02.16 김원태 作 오늘의 저격수는 딸기맛 초코바를 먹는다 - 위원장 役
- 2014.03.09 천명관 作 파충류의 밤 - 남 직원 役
- 2014.03.16 조해진 作 빛의 호위 - 노먼 마이어 役
- 2014.03.23 편혜영 作 몬순 - 해설
- 2014.04.06 임철우 作 세상의 모든 저녁 1편 - 젊은 허만석 役
- 2014.04.13 임철우 作 세상의 모든 저녁 2편 - 젊은 허만석 役
- 2014.04.20 윤고은 作 월리를 찾아라 - 월리 役
- 2014.04.27 김경욱 作 승강기 - 남편 役
- 2014.05.18 윤정환 作 짬뽕 - 요원 役
- 2014.05.24 하성란 作 여름의 맛 - 남직원 役
- 2014.06.01 김금희 作 옥화 - 해설
- 2014.07.13 최인석 作 초록이 지쳐 단풍 드는데 - 사내 役
- 2014.07.27 김재은 作 숫자 꿈 - 그림자 役
- 2014.08.10 이수광 作 진격의 미친 여자 - 이형사 役
- 2014.08.17 조동신 作 해골술잔 - 김승진 役
- 2014.08.31 이장욱 作 우리 모두의 정귀보 - 제보자 役
- 2014.09.07 김숨 作 초야 - 화숙 남편 役
- 2014.10.05 윤이형 作 굿바이 - 담당직원 役
- 2014.10.12 백영옥 作 결혼기념일 - 남편 役
- 2014.11.02 손홍규 作 정읍에서 울다 - 해설
- 2014.11.23 박솔뫼 作 그럼 무얼 부르지 - 주인 役
- 2014.12.07 구효서 作 별명의 달인 - 발뒤꿈치 役
- 2014.12.28 김중혁 作 뱀들이 있어 - 김우재 役
- 2015.04.12 하성란 作 개를 데리고 다니는 여인 - 해설
- 2017.03.26 도명학 作 잔혹한 선물 - 진호 役
- 2018.07.01 정영수 作 더 인간적인 말 - 나

KBS 무대 (KBS 한민족 방송)
- 2013.02.09 이윤영 作 달빛 소나타 - 재식 役
- 2013.03.02 오경영 作 그들의 수천가지 물음표 중 하나 - 손님 役
- 2013.05.04 박영주 作 홍제원 여인 - 나졸 役
- 2013.06.22 조호산 作 노을 - 대원 役
- 2013.07.27 전희영 作 고해 - 판사 役
- 2013.08.24 명은주 作 진상패밀리 - 나형사 役
- 2013.09.14 박소영 作 순나의 오동나무 - 가구점원 役
- 2013.10.12 청담동 개츠비 - 고객 役
- 2013.11.09 남정 作 오래된 인연 - 택배 役
- 2013.11.16 김두남 作 기차는 8시에 떠나네 - 수위 役
- 2013.12.28 박지하 作 7층 집 슬리퍼 - 경비원 役
- 2014.01.11 박현경 作 가족의 탄생 - 기사 役
- 2014.01.25 전희영 作 상처 (잃어버린 날들) - 변호사 役
- 2014.02.08 박길숙 作 프로이트 보고서 - 뉴스 男役
- 2014.03.22 최복희 作 붕어빵 - 팀장 役
- 2014.04.12 허은경 作 수난이대 - 뉴스보도 役
- 2014.05.10 권나연 作 한영우 - 햄버거 점장 役
- 2014.05.24 요조숙녀 왕순진의 날개짓 - 의사 役
- 2014.06.14 명창현 作 거짓말 - 고객 役
- 2014.06.28 송충규 作 아내를 의심하지 말라 - 박대리 役
- 2014.07.19 박경원 作 문을 닫다 - 남자 아나운서 役
- 2014.08.02 최복희 作 전화하는 남자 - 윤도형 役
- 2014.08.16 유영석 作 개구리 울음소리 - 내연남 役
- 2014.09.20 강은주 作 카사노바 따라잡기 - 배우 役
- 2014.11.01 오현후 作 천국에서 온 편지
- 2014.11.29 남정 作 가족의 탄생 - 홍범 役
- 2014.12.06 이주향 作 예순님 - 의사1 役
- 2014.12.20 이지현 作 탄원서 쓰는 여자 - 재판장 役
- 2014.12.27 김혜민, 김혜진 作 그림자를 견뎌라 - 거주자 役
- 2016.01.02 김혜민, 김혜진 作 둥근 달이 떴습니다 - 박형사 役
- 2017.02.04 장경윤 作 한달만 사랑할게 - 박우진 役
- 2019.03.02 박혜정 作 구멍 - 백 役

신성원의 문화읽기 (KBS 1라디오)
- 2013.02.17 귀스타프 플로베르 作 마담 보바리
- 2013.05.19 넬리 노이하우스 作 백설공주에게 죽음을
- 2013.06.23 마르잔 사트라피 作 자두 치킨
- 2013.06.30 맥스 브룩스 作 세계대전Z
- 2013.07.21 로저 젤라즈니 作 체인질링
- 2013.07.28 무라카미 하루키 作 색채가 없는 다자키 쓰쿠루와 그가 순례를 떠난 해
- 2013.08.04 웨이드 데이비스 作 나는 좀비를 보았다
- 2013.09.01 애거서 크리스티 作 쥐덫
- 2013.09.22 요나스 요나손 作 창문 넘어 도망친 백세 노인
- 2013.10.27 장용민 作 궁극의 아이

다큐멘터리 역사를 찾아서 (KBS 1라디오)
- 연기

책 읽는 밤 (KBS 1라디오)
- 2013.08.09 재능있는 리플리씨
- 2013.08.10 엘레리 퀸 作 Y의 비극
- 2014.01.10 메리메 作 카르멘
- 2014.01.24 고골 作 외투
- 2014.02.14 서포 김만중 作 구운몽 (1)
- 2014.02.15 서포 김만중 作 구운몽 (2)
- 2014.02.26 셰익스피어 作 오델로
- 2014.02.27 베른하르트 슐링크作 책 읽어주는 남자
- 2014.03.07 라이먼 프랭크 바움 作 오즈의 마법사 (1)
- 2014.03.08 라이먼 프랭크 바움 作 오즈의 마법사 (2)
- 2014.03.12 뤼시앵 페브르, 앙리 장 마르탱 作 책의 탄생 - 낭독
- 2014.03.15 F. 스콧 피츠제럴드 作 벤자민 버튼의 시간은 거꾸로 간다
- 2014.03.20 이원재 作 이상한 나라의 경제학 - 낭독
- 2014.03.25 버트란드 러셀 作 인생은 뜨겁게 - 낭독
- 2014.03.29 톨스토이 作 두 노인
- 2014.04.04 김유정 作 동백꽃/ 봄봄
- 2014.05.03 가브리엘 가르시아 마르케스 作 꿈을 빌려드립니다.
- 2014.05.10 이자크 디네센 作 바베트의 만찬
- 2014.10.26 채만식 作 레디메이드 인생

대한민국 경제실록 (KBS 1라디오)
- 2013.09.16 ~ 2013.10.25 제20화 유통 산업의 역사 - 가토, 동아중역 外 役

다큐멘터리 혁신의 승부사 (KBS 1라디오)
- 2013.10.28~2013.12.31 제1화 페이스북 세상을 모두 연결하다. - 낭독
- 2014.01.01~2014.02.28 제2화 모니터에 한글이 뜨기까지
- 2014.03.03~2014.05.13 제3화 손정의, 3백년 기업을 꿈꾸다
- 2014.05.14~2014.07.25 제4화 게임, 산업으로 탄생하다

특집 라디오 (KBS 라디오)
- 2013.06.23 특별기획 아주 특별한 기부 <내 인생의 책>  - 니코스 카잔차키스 作 <그리스인 조르바> (뱃사람)

KBS 라디오 특별기획 <부엉이 아저씨, 이야기 좀 들려주세요> (KBS)
- 2014.11.28 5편 시나와 뱀장어

### 오디오 드라마
- 네가 온 여름 (BookCube) - 정치훈 役